# 曾一春
曾一春（1961年3月—），四川古蔺人。男，汉族。1983年8月参加工作，1983年1月加入中国共产党。西南农学院（现名西南农业大学）农学系农学专业毕业。
1983年8月至1998年7月，历任农牧渔业部人事司劳动工资处副主任科员、主任科员，农牧渔业部人事司劳动工资处、农业部人事劳动司劳动管理处副处长，农业部人事劳动司劳动管理处处长、工资处处长。
1998年7月，任中央农业广播电视学校副校长。2003年8月，任中央农业广播电视学校（农业部农民科技教育培训中心）常务副校长（常务副主任）。2011年6月，任农业部人事劳动司巡视员。2012年8月，任农业部人事劳动司司长。2014年2月，任中华人民共和国农业部党组成员兼人事劳动司司长。
2015年9月，任宁夏回族自治区政府副主席、党组成员。2016年10月27日，辞去宁夏回族自治区人民政府副主席职务。
2016年10月29日，任中共内蒙古自治区党委常委、组织部部长。2019年3月，调任中纪委驻中组部纪检监察组组长。2020年3月已任中央组织部副部长。